# Краснояри (Троїцький район)
Красноя́ри (рос. Краснояры) — село у складі Троїцького району Алтайського краю, Росія. Входить до складу Єрьоминської сільської ради.

## Населення
Населення — 758 осіб (2010; 884 у 2002).
Національний склад (станом на 2002 рік):
- росіяни — 85 %